# 뉴욕행 열차 20세기
《뉴욕행 열차 20세기》(Twentieth Century)는 미국에서 제작된 하워드 혹스 감독의 1934년 영화이다. 존 배리모어, 캐럴 롬바드 등이 주연으로 출연하였고 하워드 혹스 등이 제작에 참여하였다.
이 영화는 2011년 미국 의회도서관에 의해 문화적으로, 역사적으로, 미적으로 중요함을 인정 받아 미국 국립영화등기부에 등재되었다.

## 줄거리
브로드웨이 공연 기획자 오스카는 주변의 반대를 무릅쓰고 무명의 속옷 모델 밀드러드를 새 연극에 발탁해 스타로 만든다. 그러나 3년 후 오스카의 속박에 지친 밀드러드는 그를 떠나 할리우드로 향한다.

## 출연

### 주연
- 존 배리모어 - 오스카 재피 역
- 캐럴 롬바드 - 밀드러드 플롯카 / 릴리 갈런드 역

### 조연
- 월터 코널리 - 올리버 웨브, 오스카의 회계사 역
- 로스코 칸스 - 오언 오맬리 역
- 랠프 포브스 - 조지 스미스 역
- 찰스 레인 - 맥스 제이컵스
- 에드거 케네디
- 빌리 수어드
- 에티엔 지라도 - 매슈 J. 클라크 역
- 데일 풀러